# Tomorrow Stories
Tomorrow Stories (letteralmente Storie di domani in inglese) è una serie antologica a fumetti creata da Alan Moore per la linea editoriale America's Best Comics, pubblicata dalla WildStorm (una divisione della DC Comics).
La serie, durata 12 numeri dall'agosto 1999 al febbraio 2002, presentava storie brevi di vari personaggi, molti dei quali erano spesso ispirati da riviste pulp e archetipi fumettistici, come il "ragazzo-genio" (Jack B. Quick) e il detective mascherato (Greyshirt).
- Cobweb - creato da Alan Moore e Melinda Gebbie
- First American & U.S.Angel - creato da Alan Moore e Jim Baikie
- Greyshirt - creato da Alan Moore e Rick Veitch
- Jack B. Quick - creato da Alan Moore e Kevin Nowlan
- Splash Brannigan - creato da Alan Moore e Hilary Barta

## Premi ricevuti
La serie ha ottenuto tre Eisner Award, uno come "Migliore antologia" (Best Anthology) nel 2000 e due per l'autore Alan Moore come "Miglior scrittore" (Best Writer) nel 2000 e nel 2001 per i suoi lavori su La Lega degli Straordinari Gentlemen, Promethea, Tom Strong, Tomorrow Stories e Top 10.

## Pubblicazione originale

### Serie regolare
1. (4 agosto 1999): Cobweb, First American & U.S.Angel, Greyshirt, Jack B. Quick
2. (9 settembre 1999): Cobweb, First American & U.S.Angel, Greyshirt, Jack B. Quick
3. (20 ottobre 1999): Cobweb, First American & U.S.Angel, Jack B. Quick, Greyshirt
4. (24 novembre 1999): Cobweb, First American & U.S.Angel, Greyshirt, Jack B. Quick
5. (29 dicembre 1999): Cobweb, First American & U.S.Angel, Greyshirt, Jack B. Quick
6. (9 febbraio 2000): Cobweb, First American & U.S.Angel, Greyshirt, Splash Brannigan
7. (12 aprile 2000): Cobweb, First American & U.S.Angel, Greyshirt, Splash Brannigan
8. (15 novembre 2000): Cobweb, First American & U.S.Angel, Greyshirt, Splash Brannigan
9. (28 dicembre 2000): Cobweb, First American & U.S.Angel, Greyshirt, Splash Brannigan
10. (18 aprile 2001): Cobweb, First American & U.S.Angel, Greyshirt, Jack B. Quick
11. (29 agosto 2001): Cobweb, First American & U.S.Angel, Greyshirt, Splash Brannigan
12. (27 febbraio 2002): Cobweb, First American & U.S.Angel, Greyshirt, Jack B. Quick

### 64-Page Special
1. (26 ottobre 2005): Cobweb, Jack B. Quick, Greyshirt, Splash Brannigan e Jonni Future
2. (8 marzo 2006): America's Best (Promethea, Tom Strong, Splash Brannigan, Greyshirt e Johnny Future), First American & U.S.Angel, Jonni Future e Little Margie.

### Ristampe in volume
1. (raccoglie i numeri 1-6) (cartonato: ISBN 1-56389-660-5 / brossurato: ISBN 1-56389-985-X)
2. (raccoglie i numeri 7-12) (cartonato: ISBN 1-4012-0165-2 / brossurato: ISBN 1-4012-0166-0)

### Altre apparizioni
- America's Best Comics 64 Page Giant
- America's Best Comic's Sketchbook
- America's Best Comics: A to Z n. 1 (Jack B. Quick)
- America's Best Comics: A to Z n. 2 (Greyshirt e Cobweb)
- America's Best Comics: A to Z n. 3 (Splash Brannigan)

## Pubblicazione italiana
In Italia le storie della collana sono state pubblicate sulla testata bimestrale America's Best Comics della Magic Press dal numero 1 al numero 16. Successivamente sono state ristampate in due volumi monografici.
Gli speciali America's Best Comics 64 Page Giant e America's Best Comic's Sketchbook sono stati pubblicati nello speciale America's Best Comics Special dell'aprile 2003. I due 64-Page Special e America's Best Comics: A to Z sono invece inediti in Italia.